# چچنی‌ها در ترکیه

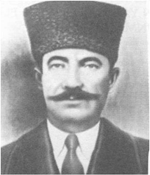
Sahin Bey

چچنی‌ها در ترکیه (انگلیسی: Chechens in Turkey) شهروندان ترکیه ای هستند که از چچن سرچشمه می‌گیرند و از پناهندگان  چچنی هستند که در ترکیه زندگی می‌کنند.